# Cmentarz Slivenecki
Cmentarz Slivenecki (czes. Slivenecký hřbitov) – cmentarz położony w stolicy Czech w dzielnicy Praga 5 (Slivenec) przy ulicy Višňovka. 

## Historia
Stary cmentarz znajdował się przy kościele Wszystkich Świętych, po jego likwidacji podjęto decyzję o utworzeniu nowej nekropolii dla pochówków okolicznych mieszkańców. Na miejsce cmentarza wybrano teren w dolinie nazywanej Doly (Doły), który obecnie znajduje się w granicach Radotínsko-Chuchelskiego Gaju. 